# Рябинский, Степан Петрович
Степан Петрович Рябинский (1913 год, с. Каменка, Аулиеатинский уезд — дата и место смерти не известны, СССР) — колхозник, тракторист Луговской МТС, Герой Социалистического Труда (1948).

## Биография
Родился в 1913 году в селе Каменка (ныне — Рыскуловский район Жамбылской области, Казахстан).
В 1930 году вступил в колхоз имени Сталина. После окончания курсов трактористов стал работать в 1938 году в Луговской МТС.
С 1935 по 1937 год служил в рядах Красной Армии.
В 1943 году был назначен бригадиром тракторной бригады.
В 1947 году тракторная бригада под управлением Степана Рябинского собрало по 21,9 центнеров зерновых и по 405 центнеров сахарной свеклы с каждого гектара. За этот доблестный труд был удостоен в 1948 году звания Героя Социалистического Труда.
После расформирования МТС с 1957 года работал заведующим машинно-тракторной мастерской колхоза «Путь коммунизма» Луговского района.
Проживал в Джамбулской области. Скончался в 1979 году.

## Награды
- Герой Социалистического Труда (1948);
- Орден Ленина (1948);